# Tam Hàn

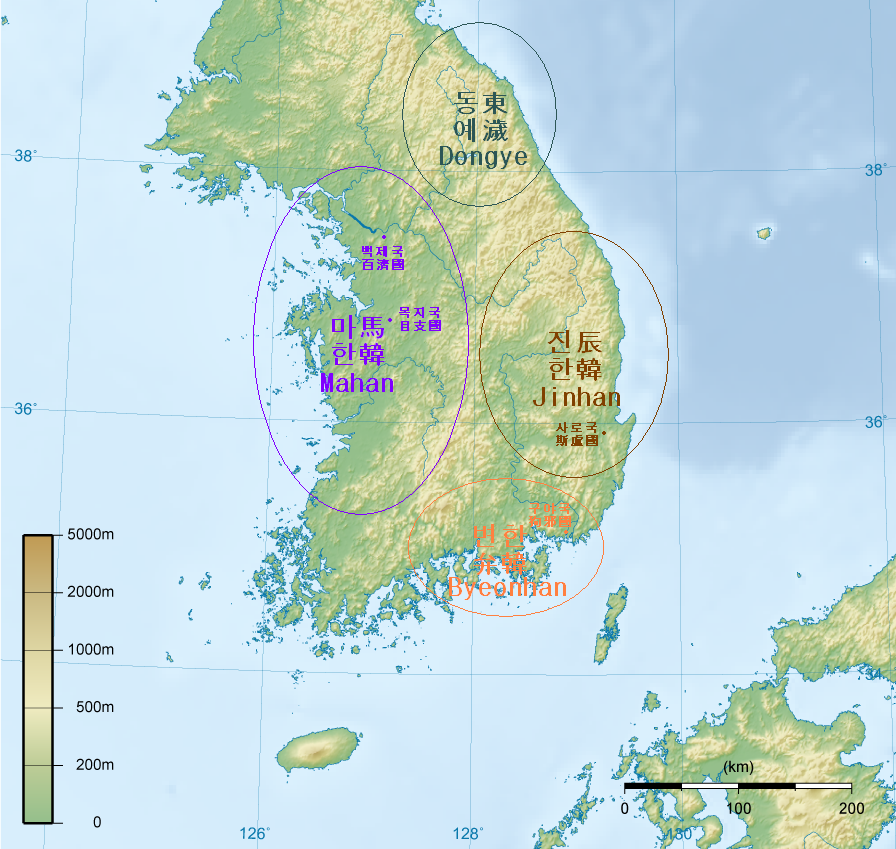
Tam Hàn

Thời kỳ Tam Hàn trong lịch sử Triều Tiên bao gồm ba liên minh bộ lạc là Mã Hàn, Thìn Hàn và Biện Hàn ở trung và nam bộ của bán đảo Triều Tiên vào thế kỷ cuối cùng trước Công nguyên và các thế kỷ đầu sau Công nguyên. Các liên minh bộ lạc này cuối cùng bị sáp nhập vào hai trong Tam Quốc Triều Tiên vào thế kỷ 4 sau CN.
Han (Hàn) là một từ tiếng Triều Tiên có nghĩa là "vĩ đại" hay "lãnh tụ" (cũng nguồn gốc với "khan (hãn)" được sử dụng cũng với ý nghĩa là lãnh tụ tại vùng trung Á). Han được chuyển sang Hán tự là 韓 (hàn), 幹 (hàn, cán), hay 刊 (khan), nhưng không có liên hệ với người Hán (漢) hay nước Hàn (韓) của Trung Quốc. Ma (mã) nghĩa là "nam", Byeon (biện) nghĩa là "sáng ngời" và Jin (thìn) nghĩa là "đông". Tên của các liên minh bộ lạc này nay được lưu lại trong quốc hiệu, Đại Hàn Dân Quốc.
Tam Hàn được hình thành vào khoảng thời gian sau sự sụp đổ của Cổ Triều Tiên ở miền bắc bán đảo vào năm 108 TCN, khi đó Thìn Quốc ở miền nam bán đảo cũng biến mất khỏi sử sách. Đến thế kỷ thứ 4, Mã Hàn hoàn toàn bị hấp thu vào vương quốc Bách Tế, Thìn Hàn hợp vào lãnh thổ vương quốc Tân La và Biện Hàn trở thành liên minh Già Da (Gaya), sau đó bị Tân La thôn tính.

## Tam Hàn
Tam Hàn thường được coi là những liên minh lỏng lẻo của các bộ tộc. Mỗi bộ tộc có một tầng lớp thủ lĩnh, nằm giữ cả quyền lực chính trị và vị thế trong shaman giáo. Mặc dù mỗi bộ tộc có người cai trị riêng của mình, không có bằng chứng về việc kế vị có hệ thống.
Tên gọi của nhà nước Thìn Quốc chưa được biết rõ ràng vẫn còn tồn tại trong tên của liên minh bộ lạc Thìn Hàn và trong "Biện Thìn," một tên khác của Biện Hàn. Ngoài ra, một thời gian lãnh tụ của Mã Hàn tiếp tục tự gọi mình là vua Thìn Quốc, khẳng định mình là chúa tể của tất cả ba liên minh Tam Hàn.
Mã Hàn là liên minh lớn nhất và phát triển từ sớm nhất trong ba liên minh. Liên minh này gồm có 54 tiểu quốc bộ lạc, một trong số đó đã tiến hành chinh phục và hợp nhất các lãnh thổ bộ lạc khác để trở thành trung tâm của vương quốc Bách Tế. Mã Hàn thường được coi là nằm ở đông nam bán đảo Triều Tiên, bao gồm Jeolla, Chungcheong, và một số phần của Gyeonggi ngày nay.
Thìn Hàn có 12 tiểu quốc bộ lạc, một trong số đó đã chinh phục và hợp nhất lãnh thổ của các bộ lạc khác rồi trở thành trung tâm của vương quốc Tân La. Thìn Hàn thường được coi là nằm ở phía đông thung lũng sông Nakdong.
Biện Hàn gồm 12 tiểu quốc bộ lạc, và về sau đã tiến đến liên minh Gaya (Gia Da hay Già Gia), về sau bị Tân La thôn tính. Liên minh này thường được coi là nằm ở nam và tây của thung lũng sông Nakdong.

## Địa lý
Vị trí chính xác của ba liên minh bộ lạc là điều vẫn còn tranh cãi. Ranh giới của chúng cũng có thể thay đổi nhanh chóng theo thời gian. Tam quốc sử ký biểu thị rằng Mã Hàn nằm ở vùng miền bắc mà về sau bị Cao Câu Ly chiếm, Thìn Hàn nằm ở vùng về sau bị Tân La chiếm giữ và Biện Hàn ở vùng tây nam mà về sau bị Bách Tế chiếm giữ. Tuy nhiên, Tam quốc chí của Trung Hoa ghi rằng Mã Hàn ở tây nam, Thìn Hàn ở đông nam, và Biện Hàn nằm giữa chúng.
Các ngôi làng thương nằm sâu trong các thung lũng núi cao, nơi chúng tương đối an toàn trước các cuộc tấn công. Các pháo đài miền núi thường được xây dựng để làm nơi trú ẩn trong chiến tranh. Các tiểu quốc bộ lạc nhỏ hơn thường tạo thành các liên minh bao gồm một vùng tương đương với myeon ngày nay.
Căn cứ trên các tư liệu lịch sử và khảo cổ, các tuyến đường sông và biển xuất hiện và đã trở thành phương tiện chính của giao thương đường dài. Vì thế, không ngạc nhiên khi Thìn Hàn và Biện Hàn đã trở nên nối bật trong thương mại quốc tế vào thời gian này.

## Kỹ thuật
Tam Hàn đã mở đầu việc sử dụng sắt tại miền nam bán đảo. Điều này được phát triển mạnh một cách đặc biệt tại các tiểu quốc bộ lạc Biện Hàn tại thung lũng sông Nakdong, và đã chế tạo cũng như xuất khẩu các áo giáp và vũ khí bằng sắt ra khắp Đông Bắc Á.
Việc đưa vào công nghệ sắt cũng taọ thuận lợi cho việc trồng trọt trong nông nghiệp, các nông cụ bằng sắt giúp cho việc phát quan và cày cấy dẽ dàng. Sự xuất hiện của chúng đã biến khu vực Jeolla ngày nay trở thành một trung tâm sản xuất lúa gạo.

## Quan hệ
Cho đến khi Cao Câu Ly nổi lên, các quan hệ đối ngoại của Tam Hàn phần lớn chỉ giới hạn với các quận của Trung Hoa trên lãnh thổ Cổ Triều Tiên trước đây. Kéo dài lâu nhất trong số này là Lạc Lãng quận. Các mối quan hệ này được duy trì trên cơ sở mỗi tiểu quốc bộ tộc riêng lẻ hơn là lãnh đạo liên minh bộ tộc.
Ban đầu, các mối quan hệ này là một hệ thống giao dịch chính trị gọi là "cống nạp" và được đổi lấy tước vị và quà mang lại uy thế. Ấn chương chính thức xác định người lãnh đạo của mỗi bộ tộc phái cống nạp cho quận. Tuy nhiên, sau sự sụp đổ của Ngụy vào thế kỷ thứ 3, Tam quốc chí chép rằng Lạc Lãng quận đã bàn giao ấn chương chính thức cho bình dân bản địa, không còn quyền lực chính trị tượng trưng.
Các quận của Trung Hoa cũng cung cấp các hàng hóa xa xỉ và tiêu thụ các sản phẩm bản địa. Tiền xu và các chuỗi hạt từ thời Nhà Hán được tìm thấy trên khắp bán đảo Triều Tiên. Chúng được dùng để đối lấy sắt bản địa hoặc tơ tằm thô. Sau thế kỷ 2 SCN, với ảnh hưởng suy yếu của Trung Quốc, các thỉu sắt được đưa vào sử dụng như là tiền tệ cho thương mại tại Thìn Hàn và Biện Hàn.
Quan hệ thương mại cũng tồn tại với các nước nổi lên ở Nhật Bản vào thời điểm đó, phổ biến nhất là đổi các đồ đồng được trang hoàng của Nhật Bản lấy sắt Triều Tiên. Các quan hệ thương mại này thay đổi vào thế kỷ thứ 3, khi liên minh Yamatai tại Kyūshū đạt được quyền kiểm soát thương mại đọc quyền giữa Nhật Bản và Biện Hàn.

## Di sản
Các sử gia Cao Ly xác định Mã Hàn, Thìn Hàn và Biện Hàn tương ứng với Cao Câu Ly, Tân La và Bách Tế, với các tư liệu như Tam quốc sử ký, Tam quốc di sự và đế vương vận kỉ. Như vậy, thuật ngữ Tam Hàn đôi khi đồng nghĩa với Tam Quốc. Quan điểm lịch sử này được Choe Chiwon (Thôi Trí Viễn) đưa ra, ông là một nhà Nho học và sử gia nổi tiếng vào cuối thời Tân La. Ngoại trừ vị trí địa lý của Mã Hàn, "Tống sử" xác định nguồn gốc dân tộc của Định An Quốc,một quốc gia kế tục của vương quốc Bột Hải, là người Mã Hàn.
Vào cuối thời Triều Tiên, học giả Thực học Han Baek-gyeom đã nhấn mạnh mối liên hệ giữa Mã Hàn và Bách Tế trên phương diện địa lý. Tuy nhiên điều này đã bị chi trích.